# Ophiogona
Ophiogona is een geslacht van slangsterren uit de familie Ophiuridae.

## Soorten
- Ophiogona doederleini (Koehler, 1901)
- Ophiogona laevigata Studer, 1876